# Myoleja desperata
Myoleja desperata är en tvåvingeart som först beskrevs av Erich Martin Hering 1938. Myoleja desperata ingår i släktet Myoleja och familjen borrflugor.
Artens utbredningsområde är Myanmar. Inga underarter finns listade i Catalogue of Life.